# Marasmius kroumirensis
Marasmius kroumirensis är en svampart som först beskrevs av Narcisse Theophile Patouillard, och fick sitt nu gällande namn av Pier Andrea Saccardo 1899. Marasmius kroumirensis ingår i släktet Marasmius och familjen Marasmiaceae.   Inga underarter finns listade i Catalogue of Life.